# Antoni Fragà
Antoni Fragà   (Reus, segle XVIII - Reus, segle XIX) era un comerciant que va arribar a alcalde de Reus.
Des de l'inici del seu mandat va tenir problemes amb el director del projecte del Canal de Reus a Salou Don Francisco Requena, Mariscal de Camp, a causa de l'oposició que duien a terme a aquest Canal un sector de comerciants i una part de la població de la ciutat. Al mes d'abril hi va haver importants aldarulls que van acabar amb detencions i interrogatoris, d'uns quants comerciants i polítics reusencs que s'oposaven al projecte. Les "Actes Municipals" recullen alguns noms: Pere Gras, Josep Bages, advocat, membre de la Junta del Canal, però que no en veia la viabilitat, Ramon Gay Sociats, Josep Jofré, sastre..., que finalment van ser posats en llibertat. Uns dies després, el 20 d'abril, l'alcalde va separar Pere Sunyer, regidor degà, de tots els seus càrrecs a l'ajuntament (amb el vist-i-plau del governador de Tarragona), i el va fer fora de la Junta del Canal de Reus a Salou per malversació de diners. La Junta del Canal la formaven diversos prohoms, polítics i comerciants, reusencs, entre ells Manuel Vignau, el ja citat Josep Bages, Pau de Miró i Sabater i Joan Albanès. El mes de juliol, davant de la negativa d'alguns contribuents a pagar els que els pertocava, va publicar un bàndol amenaçant d'embargar-los si no complien. Aquell mateix any va demanar un dictamen sobre el doctor Jaume Ardèvol per saber si tenia les titulacions suficients per exercir de metge a la ciutat. L'antic gremi dels paraires estava desapareixent, i començava a tenir molta importància l'elaboració de la seda, i segons Andreu de Bofarull aquell any hi havia 600 telers de seda a la ciutat.
A l'entrada dels francesos i inici de la guerra del Francès, va deixant cada vegada més les activitats a l'alcaldia, fins al punt que a partir de l'1 de gener de 1808, tot i seguir nominalment com a alcalde, exerceix aquestes funcions Josep Grases Alegre, amb el títol de sots-batlle president de la corporació. Antoni Fragà torna a l'alcaldia en períodes intermitents fins que el 22 de juny s'anomena un nou batlle, Francesc Rovellat, que ja ho havia estat els anys 1801-1802, però no accepta el nomenament, al·legant que l'anterior alcalde és viu i té intenció de tornar a l'alcaldia. Finalment, es va optar per nomenar alcalde provisional a Josep Grases.
Antoni Fragà va haver de decidir, a principis de juny de 1808 que tots els diners que s'havien recaptat per la construcció del Canal de Reus a Salou i que es trobaven a la caixa de la Junta, en total 1.191.235 rals i 21 maravedisos es traspassessin a l'estat per a contribuir a «los preciosos e indispensables gastos para la defensa de la Patria».
Pel mes d'octubre de 1808 es va proposar pel càrrec d'alcalde a Baltasar Gil, que ho seria el 1809 i 1810.